# Август Маке
А́вгуст (Роберт Людвіґ) Ма́ке (нім. August Macke; *3 січня 1887, Мешеде, Hochsauerland; — † 26 вересня 1914 на південь від Perthes-lès-Hurlus, Шампань, Франція) — німецький художник-експресіоніст.

## Біографія
Інтерес до малярства прокинувся в Августа Маке іще в батьківському домі. Батько збирав старі гравюри та малював пейзажі. У 1900 році родина переїздить до Бонна. Тут Маке відвідує реальну гімназію. У 1902 р. він малює свою першу акварель. Його сюжети — тварини, краєвиди, портрети.
В цей час Маке відкриває для себе картини Арнольда Бекліна (Arnold Böcklin) і підпадає під його вплив. Протягом подальшого творчого розвитку художника захоплення творчістю Бекліна помалу згасає. В альбомі ескізів, зроблених під час подорожі по Італії (1905), знаходимо дуже спрощені начерки, що експериментують зі світлом. Картини цього періоду похмурі, небагаті на колір.
У Базелі Маке знайомиться з поодинокими творами імпресіоністів, художників майже невідомого у Німеччині напрямку. В його перших картинах видимі намагання опрацювати ці нові враження. Під час однієї з перших подорожей до Парижу художник з особливим захопленням сприймає твори Едуарда Мане (Edouard Manet). Його альбом виповнюється сценками з життя французької столиці. Не можна не помітити впливу Тулуз-Лотрека (Toulouse-Lautrec).
З 1904 по 1906 роки Маке відвідує Академію та художню школу (Kunstgewerbeschule) в Дюссельдорфі (Düsseldorf). У тамтешньому театрі (Düsseldorfer Schauspielhaus) він робить ескізи до костюмів та декорацій до спектаклів"Макбет" Шекспіра та "Leonce und Lena". У 1907 році він знайомиться в Парижі з Анрі Матіссом (Henri Matisse), живопис якого справляє на художника велике враження. Пізніше він вчиться у Луїса Коринта (Lovis Corinth). Під час цього короткого навчання виникають 15 альбомів з ескізами. Їхні сюжети: театр, кафе та люди міста.

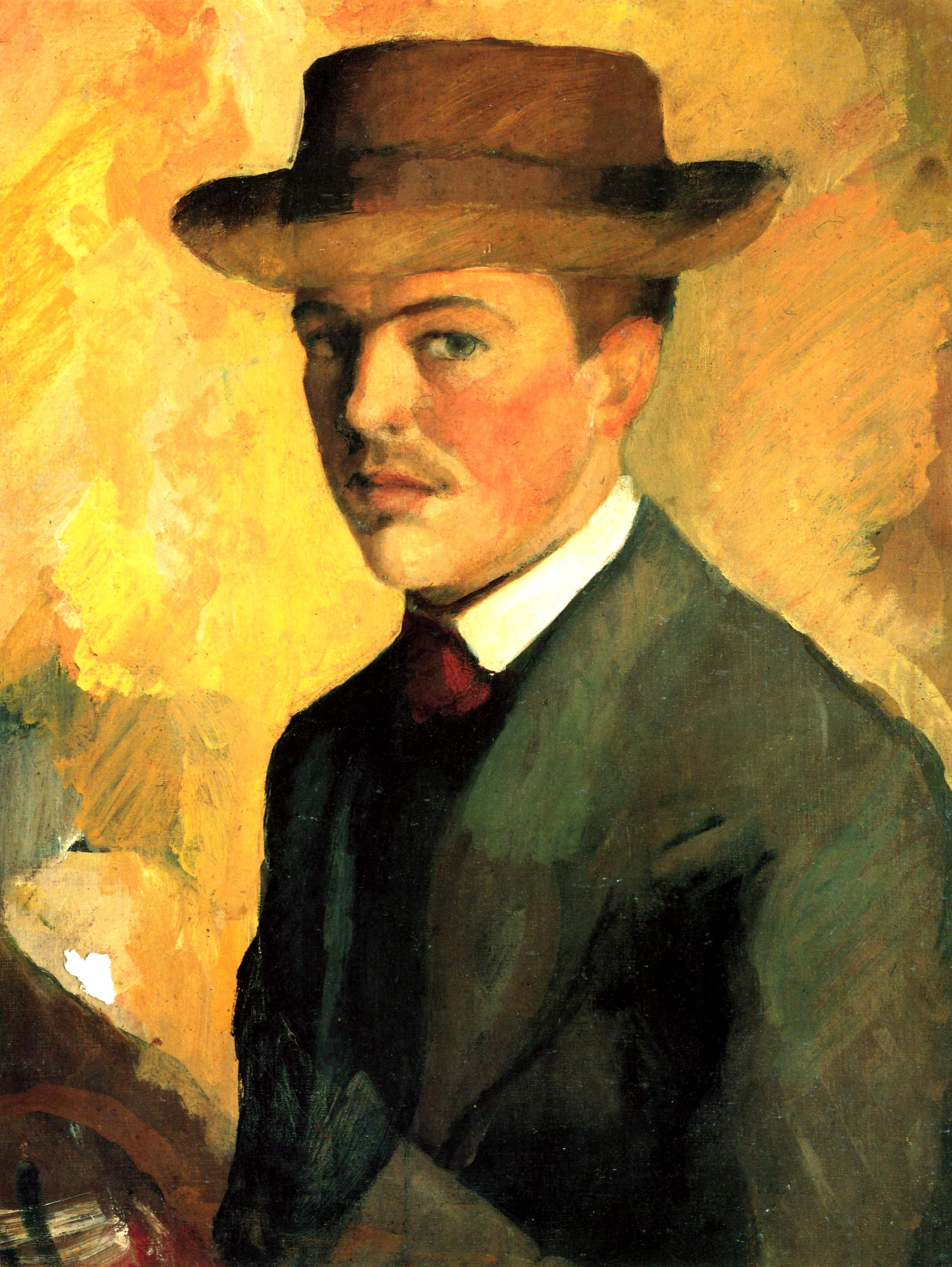
Автопортрет з капелюхом, 1909
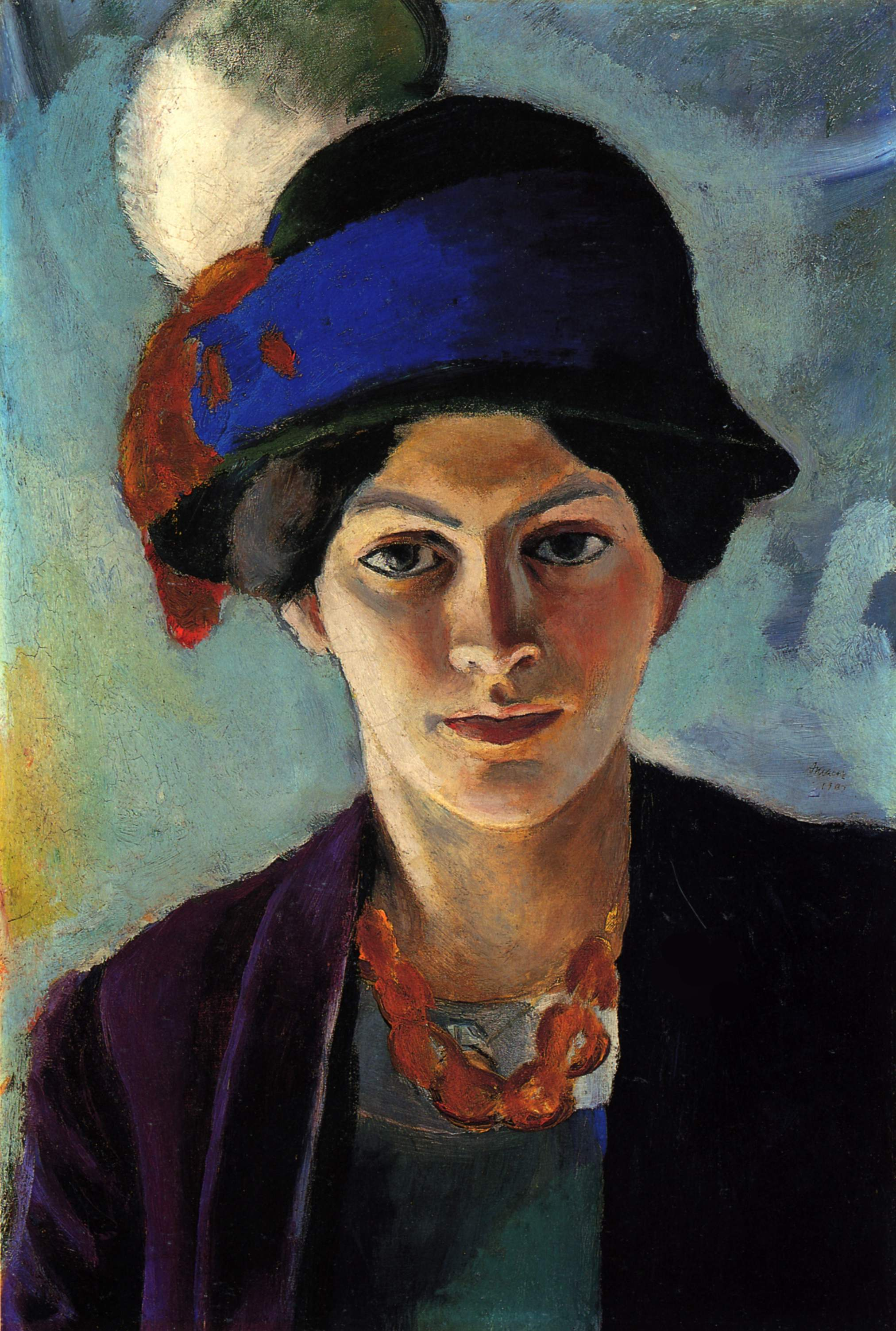
Портрет дружини художника з капелюхом, 1909
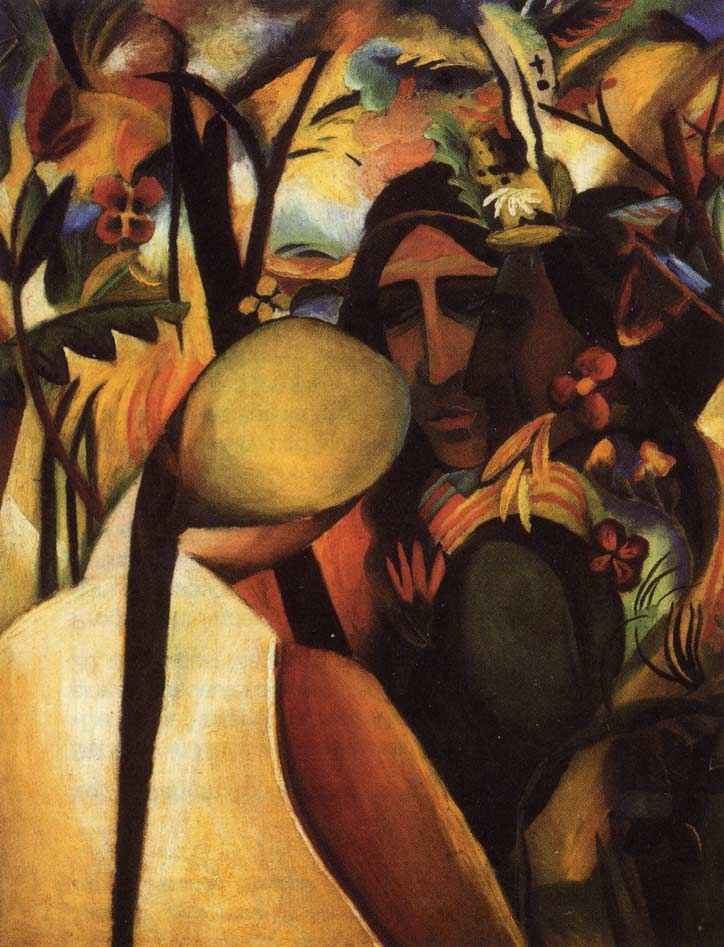
Індієць, 1911
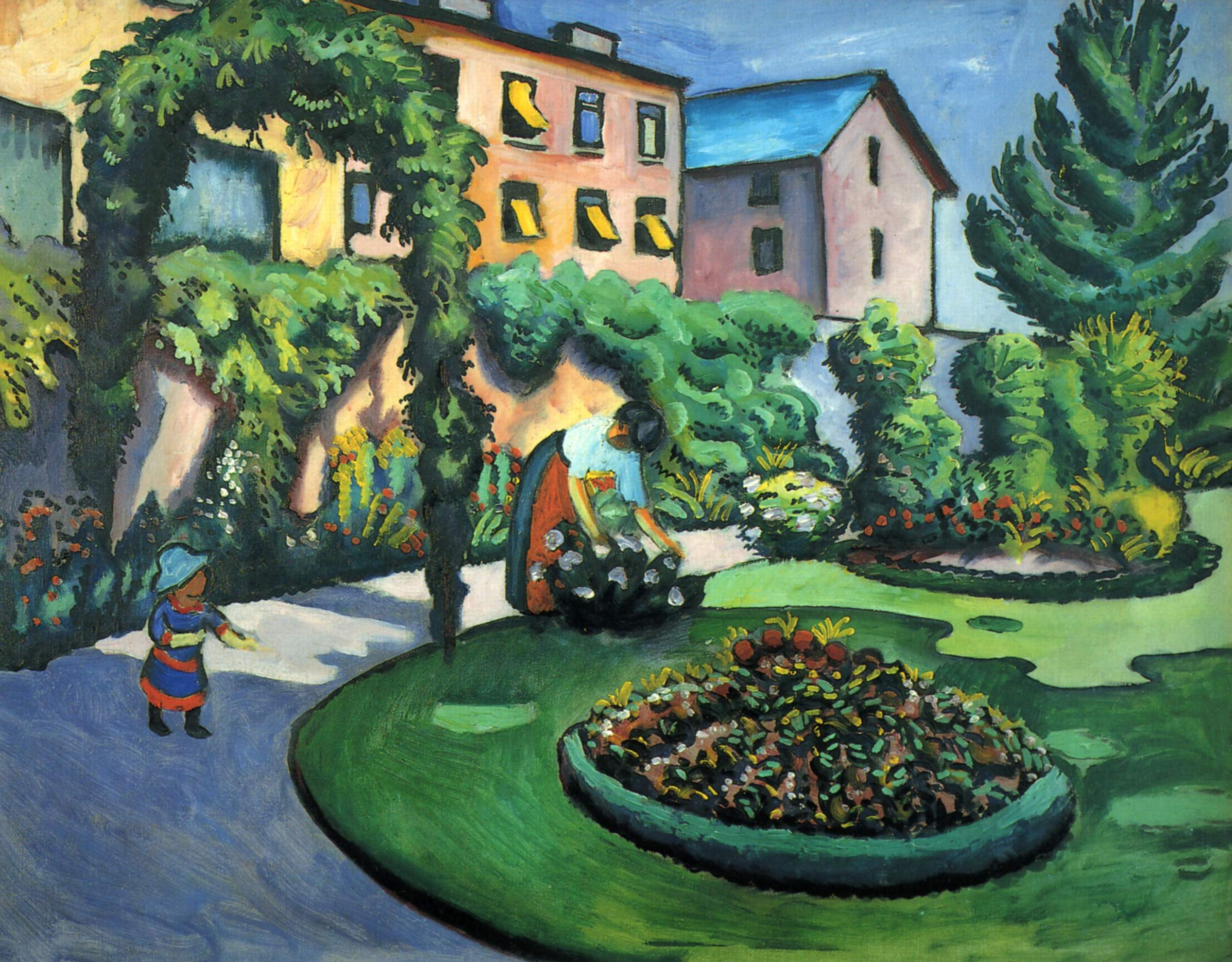
Наш сад з квітучими клумбами, 1911

Так само, як у Парижі, він відвідує у Берліні музеї та вивчає представників мистецтва ренесансу та 19-го століття. З 1909 р. Маке вступає в контакт з багатьма іншими художниками.
У 1909 році Маке одружується з Елізабет, уродженою Ґерхарт (Elisabeth, geborene Gerhardt), дочкою Карла Ґерхарта, власника боннського підприємства У 1910 році він зі своєю дружиною переїздить до Теґернзее (Tegernsee). Його творчість осягає наступної вершини, численні начерки з його альбомів служать матеріалом для прізніших картин. Їхніми сюжетами надалі служать люди, краєвиди та натюрморти. Тут виникають пастелі, які вказують на вплив Сезанна (Paul Cézanne). Його постійний інтерес до французькиого імпресіонізму зрештою приводить Маке до його власного стилю.
З Францем Марком його пов'язувала тісна дружба. Разом з Василем Кандинським, Альфредом Кубіним (Alfred Kubin) та Францем Марком (Franz Marc) Маке засновує художшє об'єднання «Синій вершник» («Der blaue Reiter»). У рамах однієї з виставок «Синього вершника» Маке виставляє в Мюнхені три свої картини.
У лютомі 1911 року Маке з дружиною знову переїздить до Бонна. В домі на Bornheimer Straße, в якому сьогодні знаходиться музей Маке (August Macke Haus), виникла більша частина його творів. Цей будинок належав свого часу заснованому у 1846 році підприємству («C. Gerhardt»), яким керував Його тесть Карл Ґерхарт. У багатьох визначних картинах та численних малюнках зображені сюжети, пов'язані з тереном колишньої фірми, як, наприклад, написана у 1911 році картина «Наш сад з квітучими клумбами» (вгорі), на якій видно фасад будинку фірми в Бонні. Міст Вікторії у Бонні був також одним з найулюбленіших сюжетів Маке (22 картини).
З 1911 року Маке виступає не лише як художник. Його численні контакти з художниками та керївництвом музеїв різних країн уможливлювали йому огранізацію багатьох виставок. Пауль Клеє (Paul Klee), Кандинський та представники «Мосту» (Die Brücke) завдячують йому виставками.

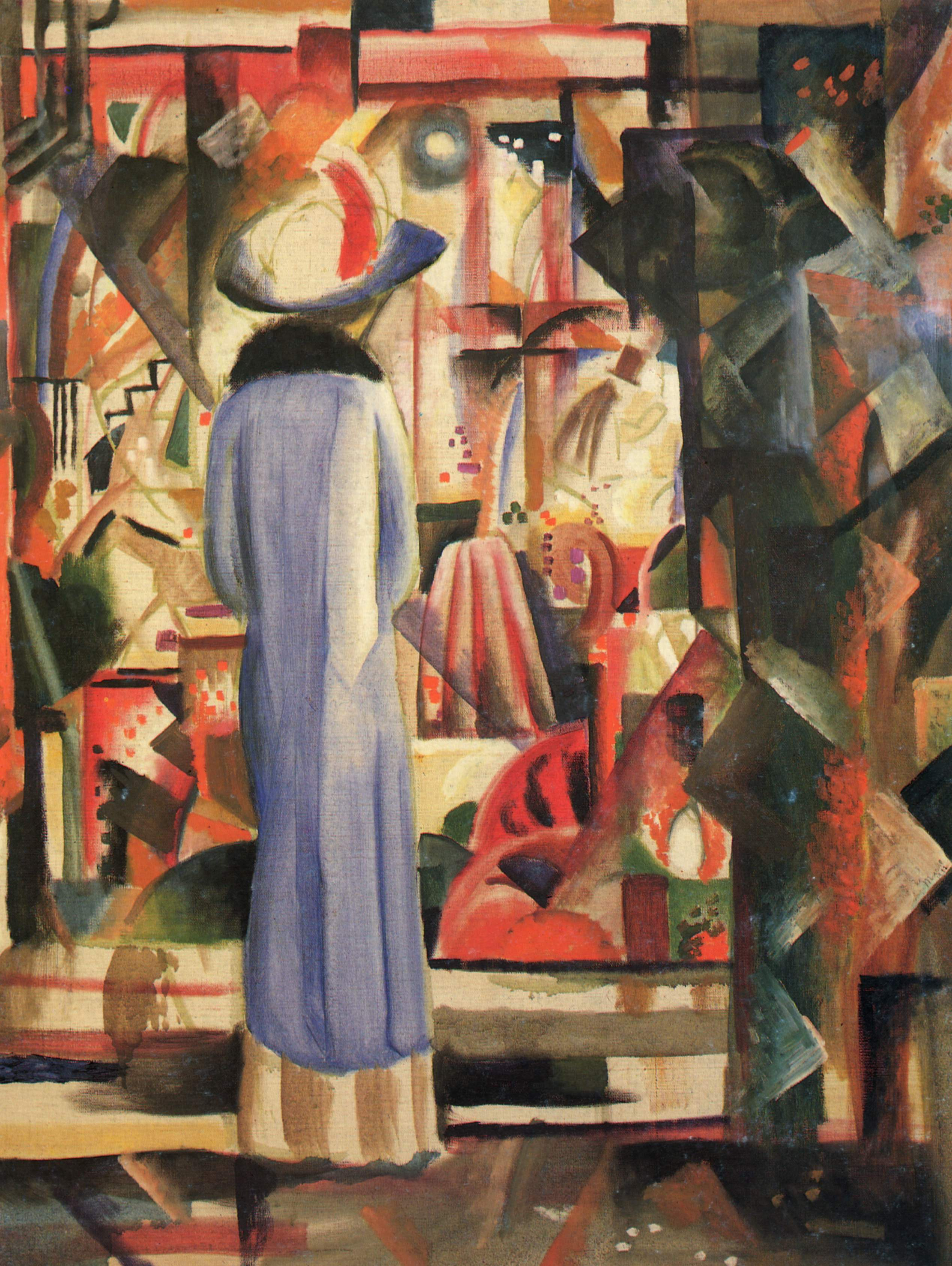
Велика яскрава вітрина, 1912
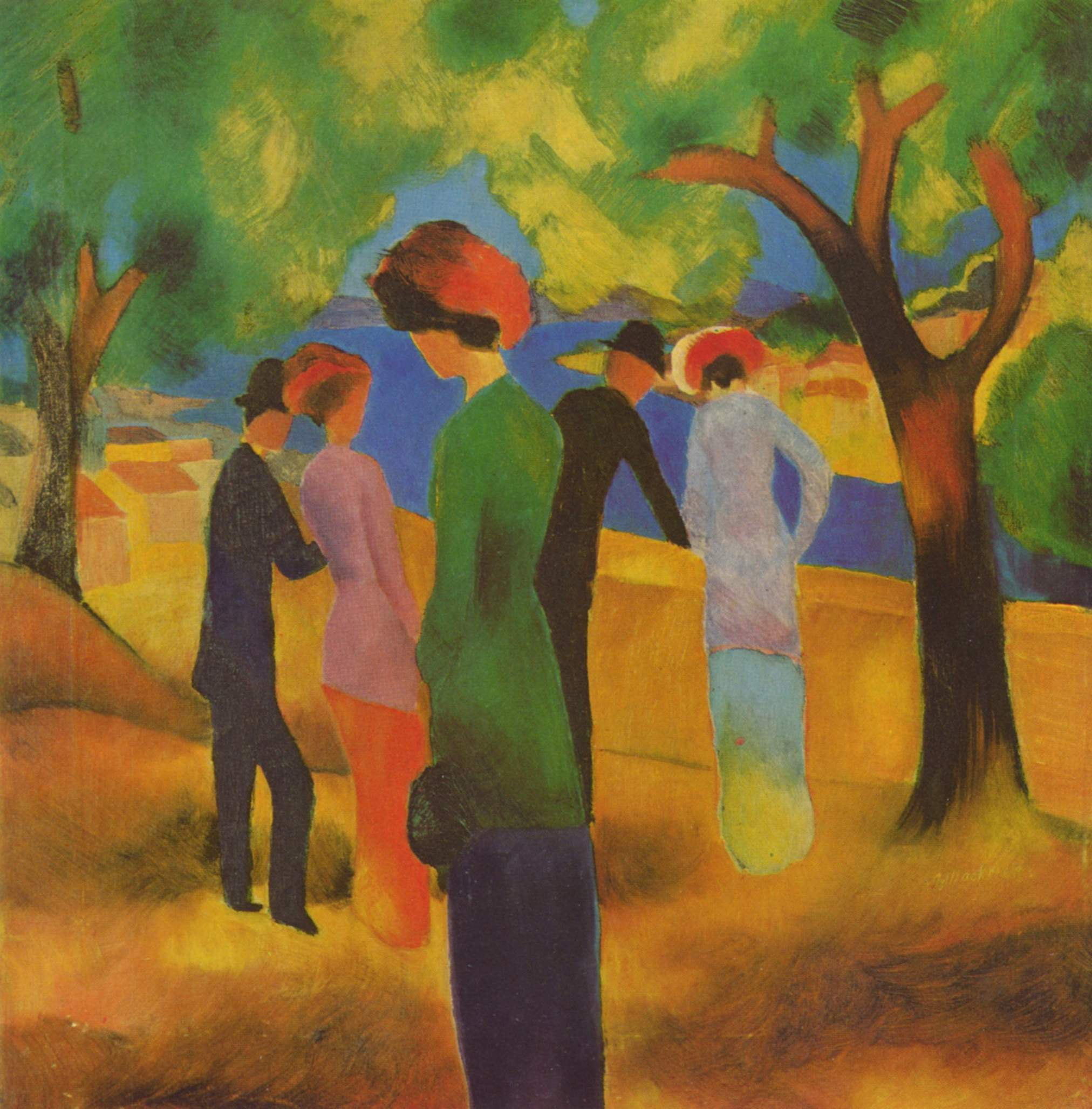
Дама в зеленому жакеті, 1913
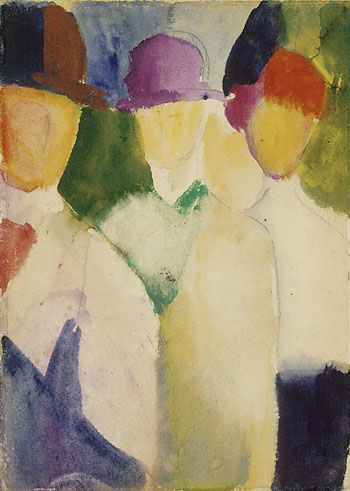
Два чоловіка та жінка, 1913
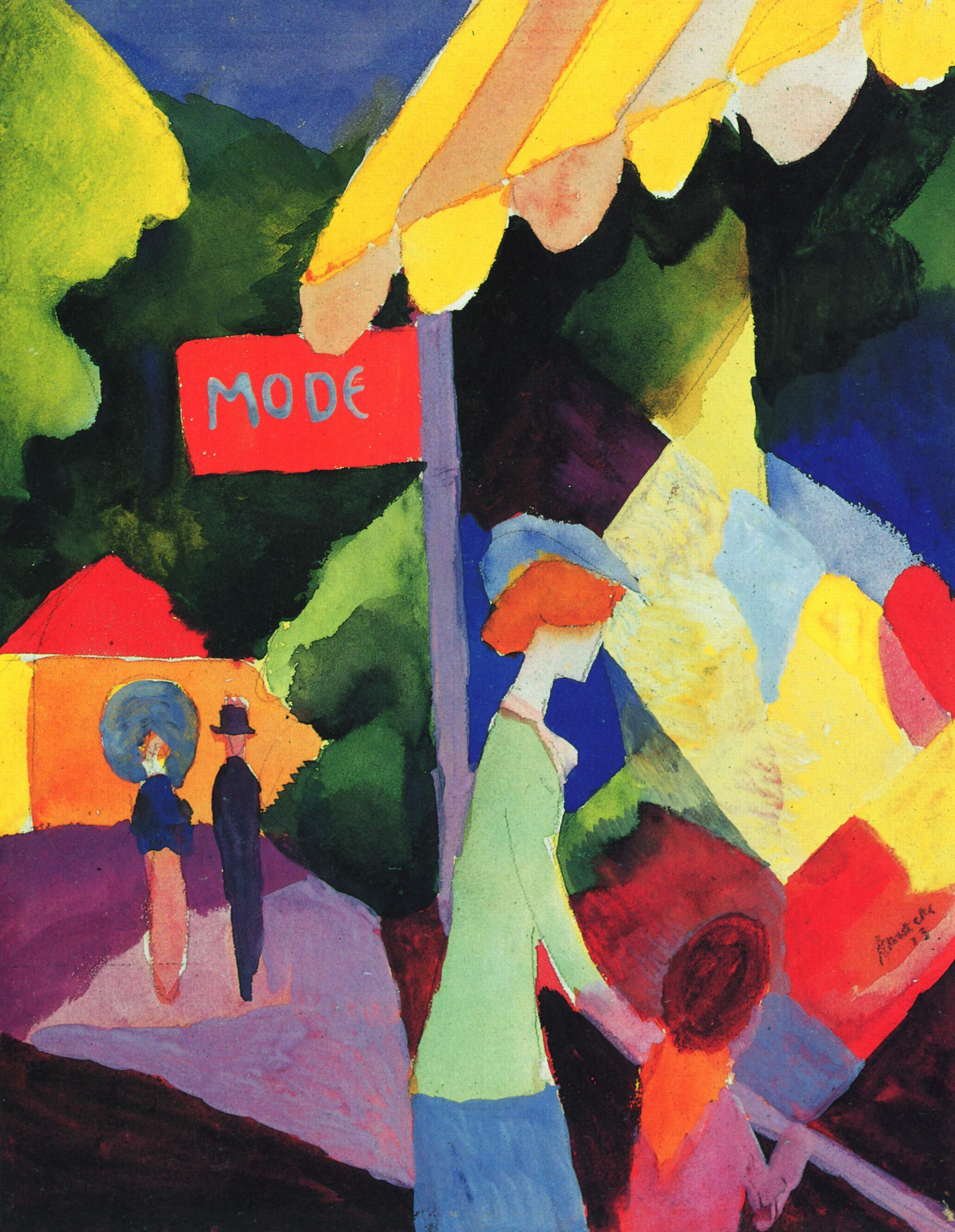
Модна вітрина, 1913

Праці Маке були показані також на другій виставці художнього об'єднання «Синій вершник» у 1912 році у мюнхенській галереї Hans Goltz. Завдяки дружбі з французьким художником Робером Делоне (Robert Delaunay) він знайомиться з абстрактним живописом. У 1913 році Маке переїздить до Швейцарії. Це був продуктивний для нього рік. В роботах відчуваються впливи багатьох художників. Сюжети: людина та природа.
Під час своєї короткої подорожі до Північної Африки, а саме до Тунісу разом з Паулем Клеє та Луїсом Муайє (Louis Molliet) виникли численні вражаючі акварелі. Він зробив також багато начерків та фотографій, які він пізніше частково використав у своїх олійних картинах.
Знову й знову він відвідує Kandern у південному Шварцвальді, де він отримує численні враження.
Його остання картина Прощання, намальована у похмурих тонах, здається пророчою. 8 серпня 1914 року його призвали на воєнну службу, а 26 вересня він загинув в одному з боїв. Йому виповнилося лише 27 роки.
Август Маке похований на солдатському кладовищі в Souain . У 1999 році на боннському Старому Цвинтарі Маке та його дружині було поставлено пам'ятний камінь за ескізами його внука, доктора Тіля Маке (Dr. Til Macke).
Деякі з його творів були postum показані на documenta 1 (1955) та documenta III у 1964 р. в Касселі. 26 вересня 1991 р. біло відкрито August-Macke-Haus у Бонні у присутності пізнішого президента ФРН, а тодішнього Голови ради Міністрів землі Північний Рейн-Вестфалія (Nordrhein-Westfalen) Йоганнеса Рау(Johannes Rau).

## Вибрані твори

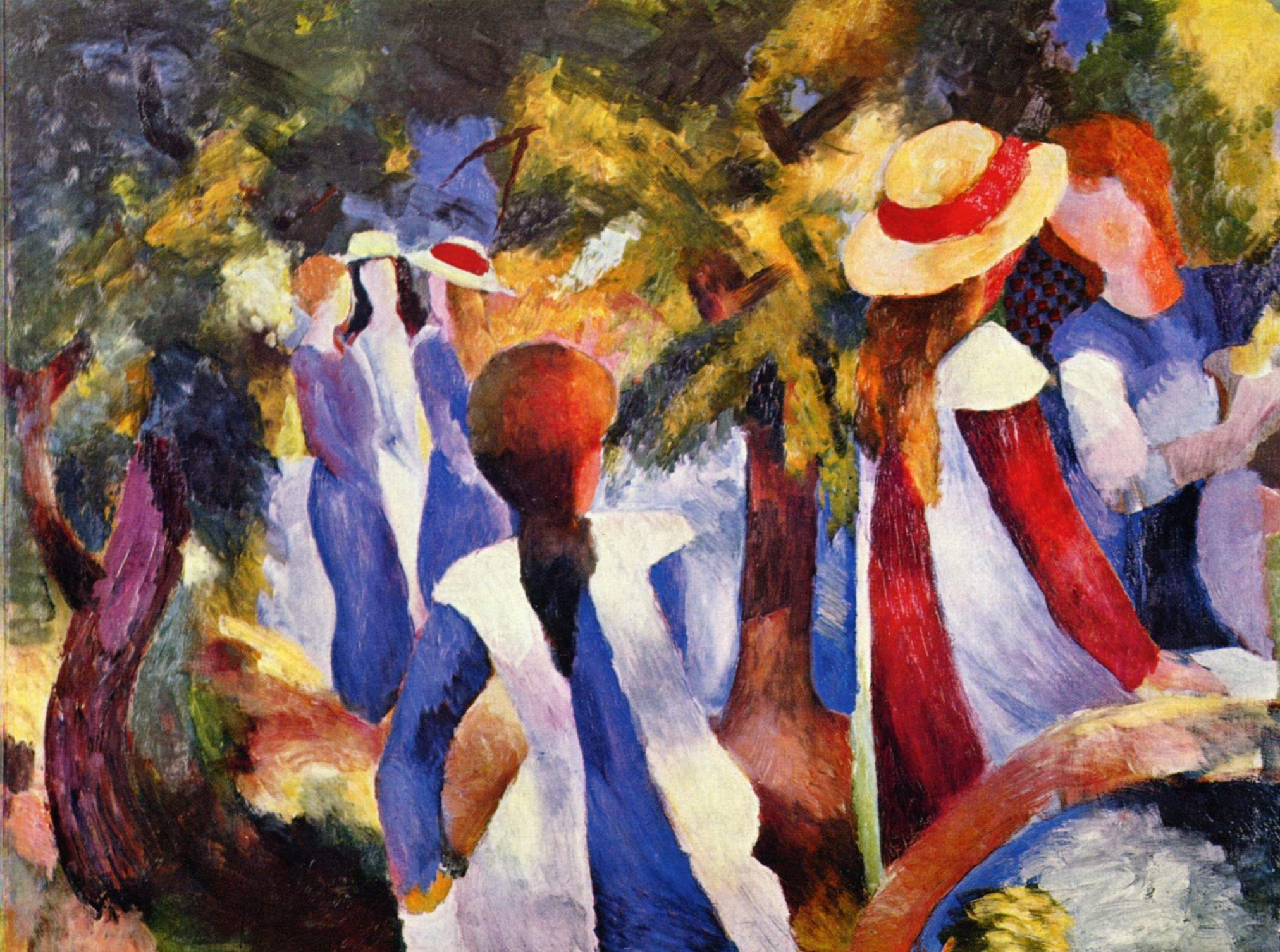
Дівчата під деревами, 1914
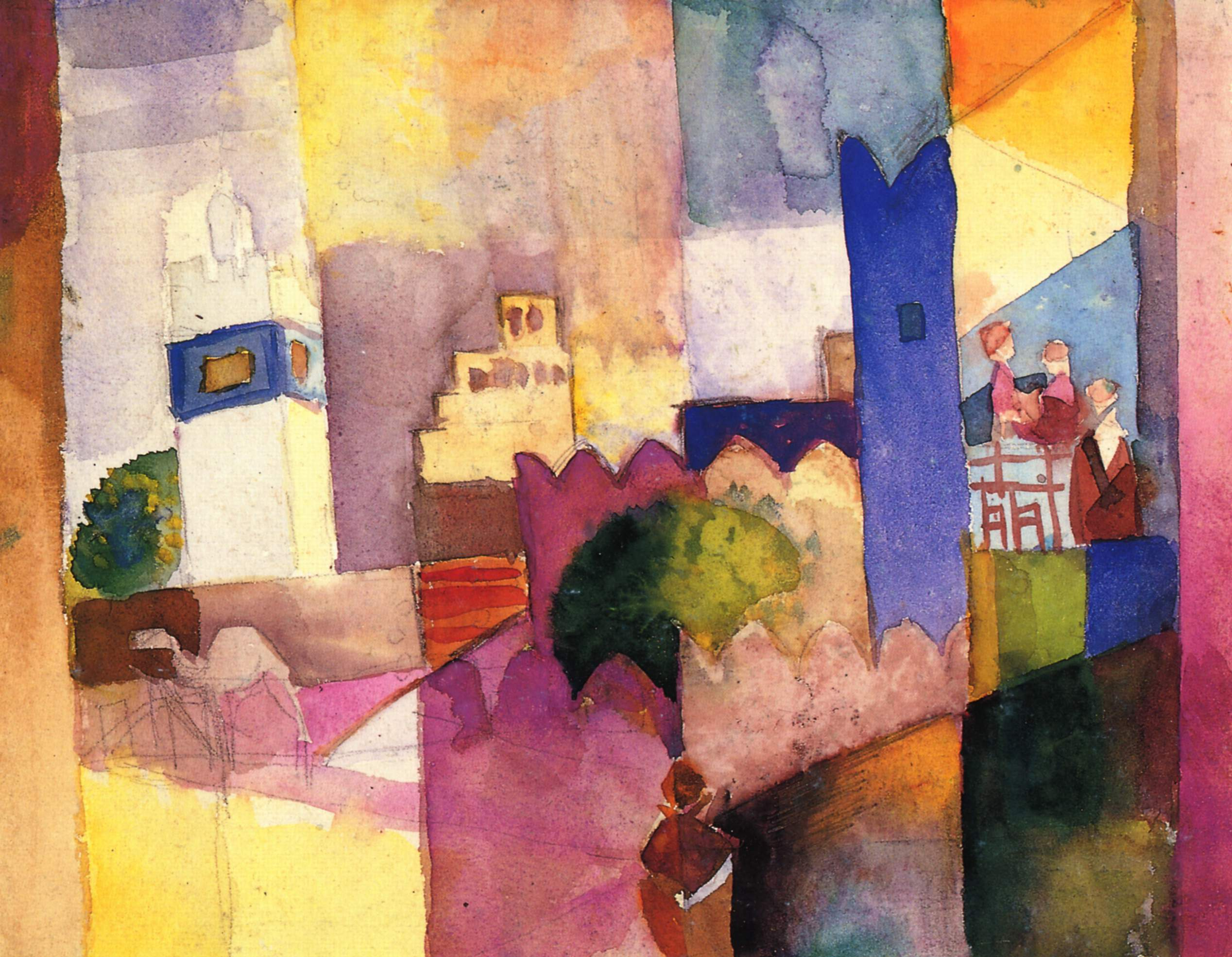
Kairouan (III), 1914
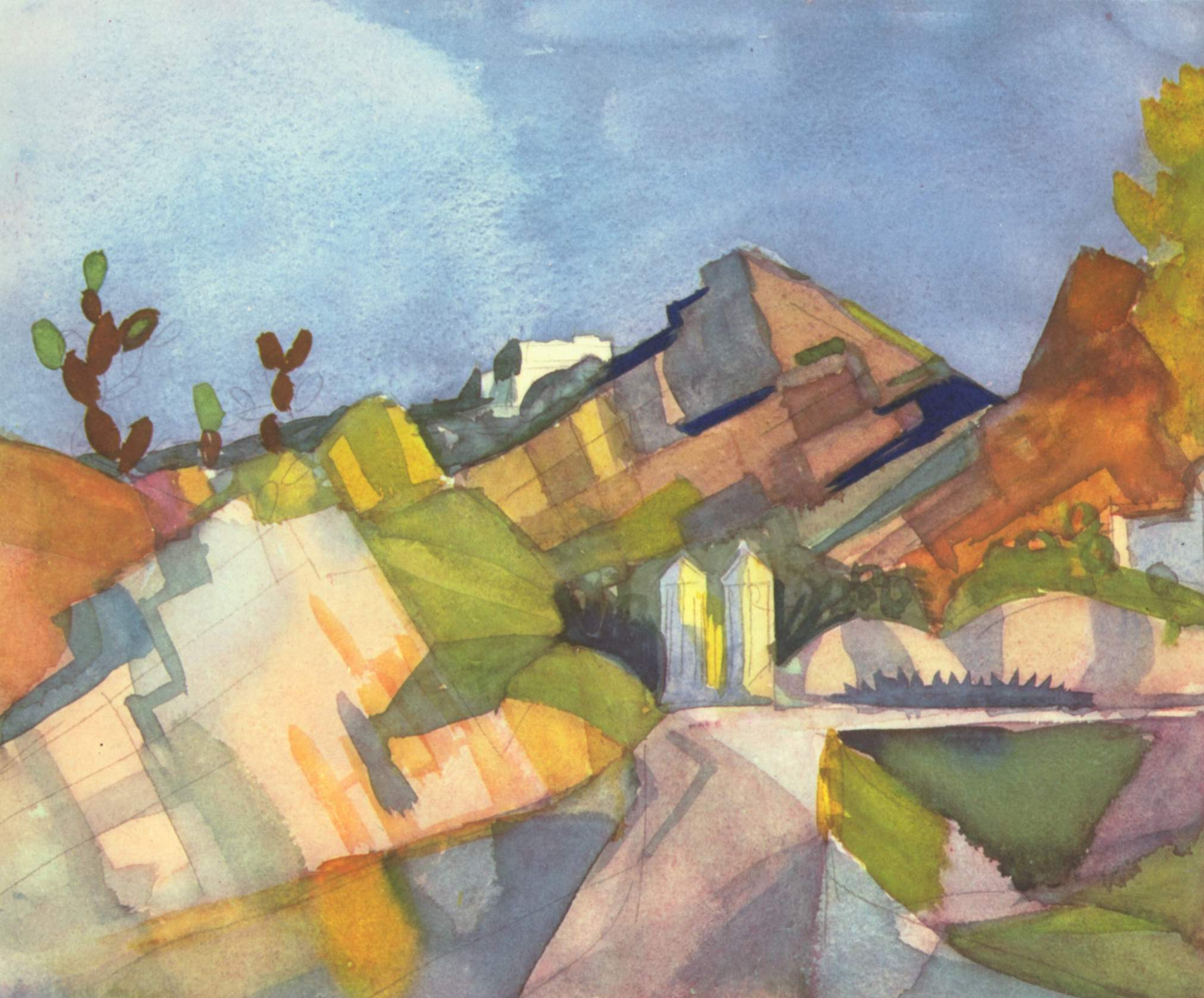
Скелястий ландшафт, 1914
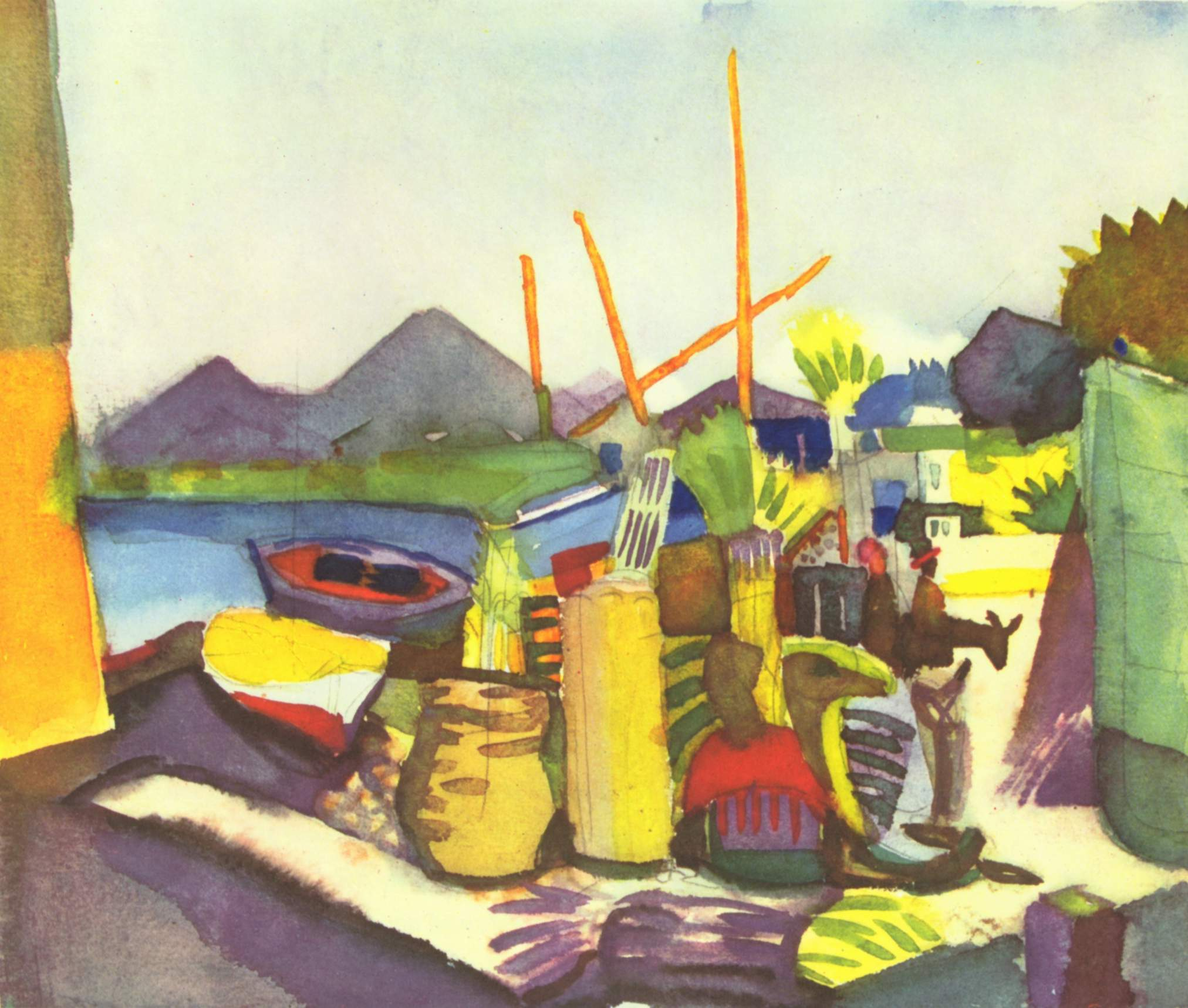
Краєвид біля Hammamet, 1914

- 1905 — «Рибалка на Рейні»
- 1909 — «Автопортрет з капелюхом», Художній музей Бонна (Kunstmuseum Bonn)
- 1909 — «Автопортрет», Малюнок олівцем
- 1910 — «Вітрильник», олія на картоні, зібрання Heumann, Нью-Йорк
- 1910 — «Жінка, що несе миску з квітами», олія на полотні, зібрання Dr. Bünemann, Мюнхен
- 1910 — «Оголена з кораловим намистом», Sprengel Museum Hannover
- 1910 — «Портрет Франца Марка», Neue Nationalgalerie Berlin
- 1911 — "Елізабет біля письмового столу, олія на картоні, Städtisches Museum (Kaiserslautern)
- 1911 — «Marienkirche в снігу», Hamburger Kunsthalle
- 1911 — «Сільська вулиця з церквою в Kandern», Museum für Neue Kunst Freiburg
- 1911 — «Буря», Saarland-Museum, Саарбрюкен
- 1911 — «Городи», Kunstmuseum Bonn
- 1912 — «Маленький брунатно-зелений зоопарк», олія на полотні, приватне зібрання
- 1912 — «Прогулянка біля озера», олія на полотні, місцезнаходження невідоме
- 1912 — «Білява дівчина з книгою», олія на полотні, приватне зібрання
- 1912 — «В зоопарку», малюнок пером у «Der Sturm» V. рік випуску. 1915, зошит 21/22
- 1912 — «Leute auf der Straße», Pinselzeichnung, спадок
- 1912 — «Заснувши на дивані», акварель, приватне зібрання
- 1912 — «Велика ясна вітрина», олія на полотні, Sprengel Museum, Ганновер
- 1912 — «Кольорова композиція (Hommage á Johann Sebastian Bach)»
- 1912 — «Чотири дівчини», олія на полотні, Kunstsammlungen der Stadt Düsseldorf
- 1913 — «Оголені біля води», олія на картоні, приватне зібрання
- 1913 — «Дама в зеленому жакеті», олія на полотні, Wallraf-Richartz-Museum, Кельн
- 1913 — «Дві жінки біля магазину капелюшків», олія на полотні, Sammlung Beck, Штутгарт
- 1913 — «В зоопарку», малюнок пером, приватне зібрання
- 1913 — «Великий зоопарк», (триптих), олія на полотні, Museum am Ostwall, Дортмунд
- 1913 — «Кольорові форми I», Westfälisches Landesmuseum für Kunst und Kulturgeschichte, Мюнстер
- 1913 — «Сонячна дорога», Westfälisches Landesmuseum für Kunst und Kulturgeschichte, Мюнстер
- 1913 — «Брунатно-зелений променад», Clemens-Sels-Museum, Нойс
- 1913 — «Кольорові форми II», Wilhelm-Hack-Museum, Людвіґсхафен
- 1913 — «Гавань 22», акварель, Privatbesitz
- 1913 — «Синьо-зелена танцівниця на канаті», олія на картоні, місцезнаходження невідоме
- 1913 — «Осінній вечір», олія на полотні, місцезнаходження невідоме
- 1914 — «На манежі», малюнок вугіллям, Clemens-Sels-Museum, Нойс
- 1914 — «Жіночий портрет», (Зворотна сторона «Привітання» 1914), олія на картоні, Suermondt-Museum Аахен
- 1914 — «Дорога біля води», малюнок вугіллям, спадок
- 1914 — «Діти біля колодязя», олія на полотні, зібрання Bührle, Цюрих
- 1914 — «світла вулиця з людьми», олія на полотні, приватне зібрання
- 1914 — «Сільська вулиця», акварель, Wallraf-Richartz-Museum, Кельн
- 1914 — «вершник та піший в алеї»,  Museum am Ostwall, Дортмунд
- 1914 — «церква, прибрана прапорами», Städtisches Museum (Mülheim an der Ruhr)
- 1914 — «Магазин капелюшків», Museum Folkwang, Ессен
- 1914 — «Kathedrale zu Freiburg in der Schweiz», олія на полотні, Kunstsammlung NRW, Дюссельдорф
- 1914 — «Букет гладіолусів на рожевому тлі», олія на полотні, спадок
- 1914 — «Rotes Haus im Park» Kunstmuseum Bonn
- 1914 — «Танцівник на канаті», Kunstmuseum Bonn
- 1914 — «Внутрішній двір ландхаусу в St. Germain», акварель, спадок
- 1914 — «Kandern IV», акварель, Clemens-Sels-Museum, Нойс
- 1914 — «Променад», Staatsgalerie Stuttgart
- 1914 — «Чоловік, що читає, в парку», Museum Ludwig, Кельн